# Třída Willemoes
Třída Willemoes byla třída raketových člunů dánského námořnictva. Jejich konstrukce vycházela ze švédských raketových člunů třídy Norrköping (třída Spica II). Celkem bylo postaveno 10 jednotek této třídy. Během služby nebyly modernizovány a v letech 1999–2000 byly vyřazeny ze služby.

## Stavba
Celkem bylo postaveno 10 jednotek této třídy. Do služby byly přijaty v letech 1976 - 1978.
Jednotky třídy Willemoes:
| Jméno            | Spuštěna | Vstup do služby | Status               |
| ---------------- | -------- | --------------- | -------------------- |
| Bille (P540)     |          |                 | vyřazen              |
| Bredal (P541)    |          |                 | vyřazen              |
| Hammer (P542)    |          |                 | vyřazen              |
| Huitfeldt (P543) |          |                 | vyřazen              |
| Krieger (P544)   |          |                 | vyřazen              |
| Norby (P545)     |          |                 | vyřazen              |
| Rodstern (P546)  |          |                 | vyřazen              |
| Sehested (P547)  |          |                 | vyřazen, muzejní loď |
| Suenson (P548)   |          |                 | vyřazen              |
| Willemoes (P549) |          |                 | vyřazen              |

## Konstrukce
Plavidla nesla navigační radar Terma 20T48 a systém řízení palby PEAB 9LV200 Mk 1. Hlavňovou výzbroj tvořil jeden 76mm kanón OTO Melara Compact ve věži na přídi. Po stranách dělové věže byly umístěny dva 533mm torpédomety pro těžká torpéda Tp 61. Na zádi se nacházely čtyři protilodní střely Harpoon. V případě sejmutí torpédometů bylo možné instalovat až osm střel Harpoon, nebo naopak celkem čtyři torpédomety. Plavidla rovněž mohla nést námořní miny. Pohonný systém byl koncepce CODOG. Pro ekonomickou plavbu sloužily dva diesely General Motors 12V-71 o výkonu 800 hp, přičemž v bojové situaci byly zapojeny tři plynové turbíny Rolls-Royce Proteus o výkonu 12 750 hp. Nejvyšší rychlost dosahovala 40 uzlů a ekonomická 12 uzlů.